# جيك دونلاب
جيك دونلاب هو لاعب كرة قدم كندية كندي، ولد في 18 أغسطس 1925 في أوتاوا في كندا، وتوفي بنفس المكان في 17 أكتوبر 2010.